# Hệ thống hóa (sinh học)

Một so sánh các khái niệm phát sinh gen và phenetic (dựa trên nhân vật)

Hệ thống hóa sinh học (systematics) là việc nghiên cứu về sự đa dạng hóa các dạng sống, cả quá khứ và hiện tại và mối quan hệ giữa các sinh vật sống qua thời gian. Các mối quan hệ được hình dung như cây tiến hóa (từ đồng nghĩa: cladograms, cây phát sinh chủng loại, phylogenies). Phylogenies có hai thành phần: thứ tự phân nhánh (hiển thị mối quan hệ nhóm) và chiều dài nhánh (hiển thị số lượng tiến hóa). Cây phát sinh loài của các loài và phân loại cao hơn được sử dụng để nghiên cứu sự tiến hóa của các tính trạng (ví dụ, đặc điểm giải phẫu hoặc phân tử) và phân bố của sinh vật (địa sinh học). Nói cách khác, hệ thống hóa được sử dụng để hiểu lịch sử tiến hóa của sự sống trên Trái Đất.

## Phân nhánh và ứng dụng
Trong nghiên cứu về hệ thống hóa sinh học, các nhà nghiên cứu sử dụng các nhánh khác nhau để hiểu thêm về mối quan hệ giữa các sinh vật khác nhau. Các nhánh này được sử dụng để xác định các ứng dụng và sử dụng cho hệ thống hiện đại ngày nay.
Hệ thống sinh học phân loại các loài bằng cách sử dụng ba nhánh cụ thể. Hệ thống số, hay sinh trắc học, sử dụng số liệu thống kê sinh học để xác định và phân loại động vật. Hệ thống hóa sinh phân loại và xác định động vật dựa trên phân tích vật liệu tạo nên phần sống của một tế bào như nhân, bào quan và tế bào chất. Hệ thống thực nghiệm xác định và phân loại động vật dựa trên các đơn vị tiến hóa bao gồm một loài, cũng như tầm quan trọng của chúng trong quá trình tiến hóa. Các yếu tố như đột biến, phân kỳ gen và lai tạo đều được coi là các đơn vị tiến hóa.
Với các ngành cụ thể, các nhà nghiên cứu có thể xác định các ứng dụng và sử dụng cho hệ thống hiện đại. Những ứng dụng này bao gồm:
- Nghiên cứu sự đa dạng của các sinh vật và sự khác biệt giữa các sinh vật tuyệt chủng và sống. Các nhà sinh học nghiên cứu các mối quan hệ được hiểu rõ bằng cách tạo ra nhiều sơ đồ và "cây" khác nhau (bản sao, cây phát sinh, cây phát sinh, v.v.).
- Bao gồm tên khoa học của sinh vật, mô tả loài và tổng quan, trật tự phân loại và phân loại lịch sử tiến hóa và sinh vật.
- Giải thích sự đa dạng sinh học của hành tinh và các sinh vật của nó. Các nghiên cứu có hệ thống là bảo tồn.
- Thao tác và kiểm soát thế giới tự nhiên. Điều này bao gồm thực hành 'kiểm soát sinh học', giới thiệu có chủ đích các động vật ăn thịt tự nhiên và bệnh tật.[1]

## Định nghĩa và mối quan hệ với phân loại học
John Lindley cung cấp một định nghĩa ban đầu về hệ thống hóa vào năm 1830, mặc dù ông đã viết về "thực vật học có hệ thống" thay vì sử dụng thuật ngữ "hệ thống hóa".

Năm 1970 Michener và cộng sự. định nghĩa "sinh học có hệ thống" và " phân loại học " (thuật ngữ thường bị nhầm lẫn và được sử dụng thay thế cho nhau) trong mối quan hệ với nhau như sau: 
 Sinh học có hệ thống (sau đây gọi đơn giản là hệ thống) là lĩnh vực (a) cung cấp tên khoa học cho sinh vật, (b) mô tả chúng, (c) bảo tồn các bộ sưu tập của chúng, (d) cung cấp phân loại cho sinh vật, chìa khóa để nhận dạng và dữ liệu về các bản phân phối của họ, (e) điều tra lịch sử tiến hóa của họ và (f) xem xét sự thích nghi môi trường của họ.  Đây là một lĩnh vực có lịch sử lâu dài mà trong những năm gần đây đã trải qua thời kỳ phục hưng đáng chú ý, chủ yếu liên quan đến nội dung lý thuyết.  Một phần của tài liệu lý thuyết có liên quan đến các lĩnh vực tiến hóa (chủ đề e và f ở trên), phần còn lại liên quan đặc biệt đến vấn đề phân loại.  Phân loại học là một phần của Hệ thống hóa liên quan đến các chủ đề (a) đến (d) ở trên. 
 Phân loại học, sinh học có hệ thống, hệ thống, hệ thống sinh học, phân loại khoa học, phân loại sinh học, phát sinh học: Tại nhiều thời điểm trong lịch sử, tất cả các từ này có ý nghĩa chồng chéo, liên quan. Tuy nhiên, trong cách sử dụng hiện đại, tất cả chúng có thể được coi là từ đồng nghĩa của nhau.
Ví dụ, Từ điển đại học mới thứ 9 năm 1987 của Webster coi "phân loại", "phân loại" và "hệ thống hóa" là từ đồng nghĩa. Theo tác phẩm này, các thuật ngữ bắt nguồn từ năm 1790, c. 1828, và vào năm 1888 tương ứng. Một số   yêu cầu hệ thống một mình giải quyết cụ thể các mối quan hệ theo thời gian và nó có thể đồng nghĩa với phát sinh học, xử lý rộng rãi với hệ thống phân cấp suy luận   của các sinh vật. Điều này có nghĩa là nó sẽ là một tập hợp con của phân loại vì đôi khi nó được xem xét, nhưng nghịch đảo được tuyên bố bởi những người khác.  

Người châu Âu có xu hướng sử dụng thuật ngữ "hệ thống hóa" và "hệ thống sinh học" để nghiên cứu về đa dạng sinh học nói chung, trong khi người Bắc Mỹ có xu hướng sử dụng "phân loại học" thường xuyên hơn. Tuy nhiên, phân loại học, và đặc biệt là phân loại alpha, cụ thể hơn là nhận dạng, mô tả và đặt tên (nghĩa là danh pháp) của sinh vật, trong khi "phân loại" tập trung vào việc đặt sinh vật trong các nhóm phân cấp cho thấy mối quan hệ của chúng với các sinh vật khác. Tất cả các ngành sinh học này có thể xử lý cả các sinh vật tuyệt chủng và còn tồn tại.
Hệ thống hóa sử dụng phân loại học như một công cụ chính để hiểu, vì không có gì có thể hiểu được mối quan hệ của một sinh vật với các sinh vật sống khác mà không được nghiên cứu và mô tả chính xác một cách chi tiết để xác định và phân loại chính xác.   Phân loại khoa học là hỗ trợ ghi lại và báo cáo thông tin cho các nhà khoa học khác và giáo dân. Do đó, nhà hệ thống hóa, một nhà khoa học chuyên về hệ thống, phải có thể sử dụng các hệ thống phân loại hiện có, hoặc ít nhất là biết chúng đủ tốt để khéo léo biện minh cho việc không sử dụng chúng.